# Saganash River
Saganash River är ett vattendrag i Kanada.   Det ligger i provinsen Ontario, i den sydöstra delen av landet, 700 km nordväst om huvudstaden Ottawa.
I omgivningarna runt Saganash River växer i huvudsak blandskog. Runt Saganash River är det ganska tätbefolkat, med 52 invånare per kvadratkilometer.